# Бурдо, Оливье
Оливье Бурдо (фр. Olivier Bourdeaut; 3 июля 1980, Нант, департамент Атлантическая Луара, Франция) — французский писатель-романист. В 2016 году был удостоен нескольких национальных литературных премий за дебютный роман «В ожидании Божанглза», в частности приза France Culture-Télérama, гран-при RTL-Lire, приза Emmanuel-Roblès и приза Roman France Télévisions. Критики находят в его творчестве сходство с прозой писателей Джерома Сэлинджера и Бориса Виана.

## Биография
Родился в Нанте в семье нотариуса и домохозяйки. После учёбы в коллеже работал агентом по продаже недвижимости в Нанте. После того, как из-за экономического кризиса потерял работу, решил сосредоточиться на литературном творчестве. 
В течение двух лет писал свой первый роман, но так и не смог найти издателя. Однако критика со стороны издателей побудила его взяться за новую книгу. Проживая вместе с родителями в Испании, за семь недель написал роман «В ожидании Божанглза» (фр. En attendant Bojangles), вышедший в 2016 году и сделавший его известным в литературных кругах. 
Роман писателя-дебютанта стал чрезвычайно успешным, в том же году получил несколько национальных наград (France Culture-Télérama, гран-при RTL-Lire, приза Emmanuel-Roblès и приза Roman France Télévisions) и был переведён на более чем 15 языков. В мире было продано более 225 000 экземпляров этой книги. По мнению критики, роман — это «трагическая история праздника и весёлая история катастрофы из уст ребёнка, сквозной саундтрек которой — известная во всем мире песня Нины Симон «Мистер Божанглз». 
Сам писатель характеризовал свой литературный дебют следующим образом: «Я всегда был не лучшим учеником в школе, работником в офисе, зато всегда оставался в стороне. Я и сейчас предпочитаю уединенную жизнь, подальше от общественных кругов. Так и герои моей книги своей семьей живут отдельно от всего мира. Этот роман — о бегстве от давящей реальности. Но я не единственный, у кого есть желание от неё убежать». 
Критики находят в его творчестве сходство с прозой писателей Джерома Сэлинджера и Бориса Виана. Сам же Бурдо относит к своим любимым авторам таких писателей как Трумен Капоте, Фрэнсис Скотт Фицджеральд и Эрнест Хемингуэй.